# Barstow Casino and Resort
Barstow Casino and Resort là một khách sạn và sòng bạc được đề xuất tọa lạc tại 2785 Lenwood Road ở Barstow, California bên cạnh Outlets at Barstow và ngay gần Xa lộ Liên tiểu bang 15. Theo dự đoán của Los Coyotes Band và Thành phố Barstow, 160 triệu đô la đã được phân bổ cho dự án và ước tính sẽ tạo ra hơn 1.065 công việc xây dựng và hơn 1.000 công việc cố định.
Sòng bạc Barstow sẽ cung cấp một cơ sở đánh bạc rộng 57.000 bộ vuông với 1.325 máy đánh bạc và 57 trò chơi trên bàn. Khu nghỉ mát sẽ bao gồm một khách sạn 100 phòng với các tiện nghi hiện đại bao gồm các lựa chọn ăn uống và giải trí, không gian phòng hội nghị/phòng họp và nhiều hơn nữa. Vùng đất thuộc sở hữu của Los Coyotes Band gồm những người da đỏ Cahuilla và Cupeno.